# Jacques Raverat

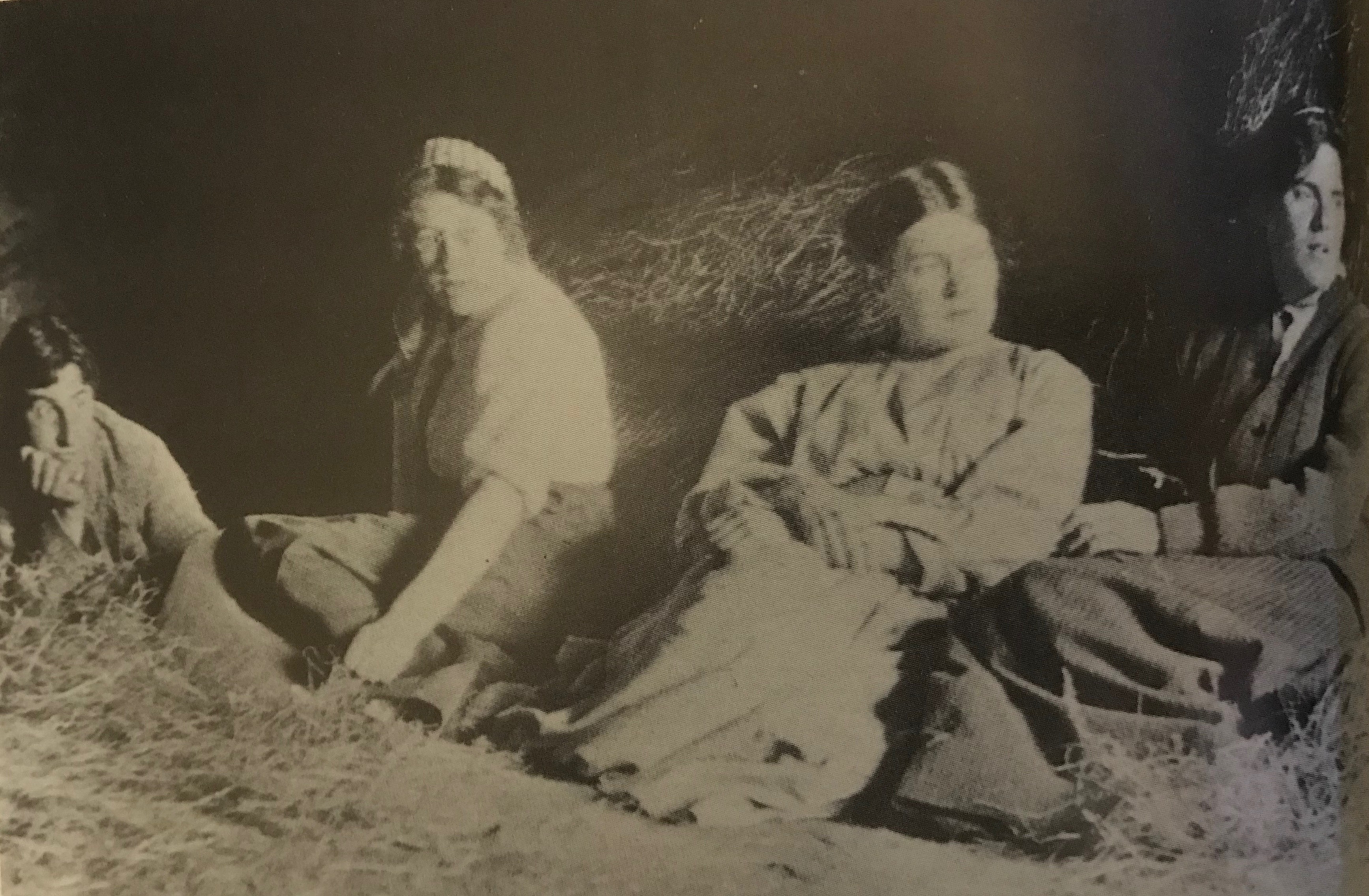
Jacques Raverat, Ka Cox, Gwen Raverat en Frances Cornford in Norfolk (1912).

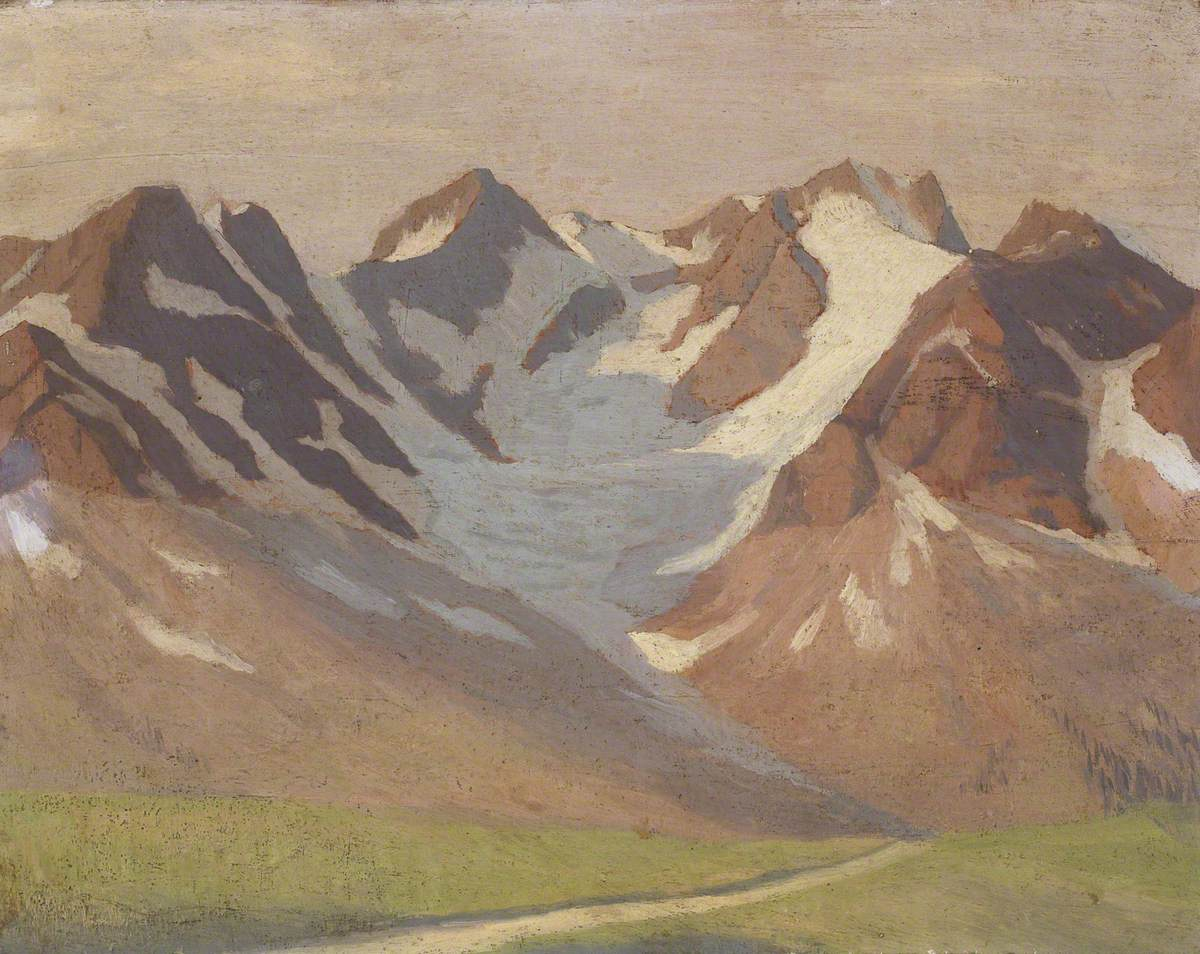
Jacques Raverat (1885-1925) - Mountains in the Dauphiné - PD.4-2010 - Fitzwilliam Museum

Jacques Pierre Raverat (1885 - 1925) was een Frans kunstschilder.
Raverat trouwde in 1911 met de houtgraveur Gwen Darwin, de dochter van de Engelse astronoom en wiskundige George Howard Darwin en de kleindochter van de beroemde bioloog Charles Darwin. Ze kregen twee dochters: Elisabeth (1916–2014), die getrouwd is met de Noorse politicus Edvard Hambro, en Sophie (1919–2011), die getrouwd is geweest met Mark Pryor, een geleerde uit Cambridge.
Voorafgaand aan hun verhuizing naar Frankrijk waren beiden actief in een groep rond Rupert Brooke die de Neo-Pagans genoemd wordt, en in de Bloomsburygroep, waartoe ook onder andere Virginia Woolf, John Maynard Keynes, Vanessa Bell en Lytton Strachey behoorden.
Jacques Raverat stierf in 1925 aan de gevolgen van multiple sclerose.
In 2004 werd de complete correspondentie tussen Gwen Raverat, Jacques Raverat en Virginia Woolf uitgegeven, geredigeerd door kleinzoon William Pryor, onder de titel Virginia Woolf and the Raverats.